# شهرداری بورینا
شهرداری بورینا (به لاتین: Beverīna Municipality) یک شهرداری در کشور لتونی است. شهرداری بورینا ۳٬۵۶۷ نفر جمعیت دارد.